# پرومال (پنسیلوانیا)
پرومال (به انگلیسی: Broomall) یک حوزه سرشماری در ایالات متحده آمریکا است که در شهر مارپل واقع شده‌است. پرومال ۱۰٬۷۸۹ نفر جمعیت دارد.